# Wilde loge
Een wilde loge is  vrijmetselaarsjargon voor een vrijmetselaarsloge die niet of niet langer deel uitmaakt van een obediëntie (koepelorganisatie van vrijmetselaarsloges), zoals het Grootoosten der Nederlanden of Le Droit Humain. Men spreekt ook wel van een autonome loge. Een wilde loge is dus een loge die is opgericht zonder een constitutiebrief vanuit een obediëntie, dan wel een loge die zich aan het gezag van een obediëntie heeft onttrokken.
Voorbeelden van autonome loges in Nederland zijn de gemengde loges 'Ziggurat' en 'Seshat' in Den Haag.